# Печерский, Николай Павлович
Никола́й Па́влович Пече́рский (27 января 1915, Харьков — 3 сентября 1973, Москва) — русский советский детский писатель. Член Союза писателей СССР. Местом действия многих произведений является Сибирь.

## Биография
Родился 27 января 1915 года в Харькове. Сочинять стихи и рассказы начал в 5 классе школы. Много путешествовал с родителями по родной стране, был в Бухаре, Душанбе, Ташкенте, Семипалатинске. Участник Великой Отечественной войны. 
Долгое время работал корреспондентом газеты «Правда». Первая повесть («У самых гор») была издана в 1950 году.
Всего у писателя вышло двадцать книг для младшего и среднего школьного возраста.
Умер 3 сентября 1973 года. Похоронен на Ваганьковском кладбище.

## Основные произведения
- «Генка Пыжов — первый житель Братска» (1958) — тринадцатилетний Генка едет с отцом и бабушкой на строительство Братской ГЭС и описывает все, что с ним происходит. Повесть вышла в популярной книжной серии «Библиотека пионера», стала основой для одноимённых спектаклей, поставленных в Братске[3] и Омске, радиоспектакля[4].
- «У тебя всё впереди, Валерка!» (1959)
- «Красный вагон» (1960) — о мечте о дружбе.
- «Кеша и хитрый Бог» (1962) — о жизни подростков в рыбачьем посёлке на Байкале.
- «Сережка Покусаев, его жизнь и страдания» (1970) — весёлая история о большом выдумщике.
- «Масштабные ребята» (1971) — о юных строителях.
- «Будь моим сыном» (1974) — о непростых семейных обстоятельствах.